# Radzanów (województwo świętokrzyskie)
Radzanów – wieś w Polsce, położona w województwie świętokrzyskim, w powiecie buskim, w gminie Busko-Zdrój.
Do 1954 istniała gmina Radzanów. W latach 1975–1998 miejscowość położona była w województwie kieleckim.
W 1956 r. miejscowy dwór i przylegający do niego park posłużyły za plan filmowy przy kręceniu niektórych scen „Szkiców węglem”, ekranizacji noweli Henryka Sienkiewicza pod tym samym tytułem. Większość zdjęć realizowano w nieodległej Dobrowodzie.
W latach 90. XX wieku, istniejące od lat stawy zostały przebudowane i w ich miejsce powstały dwa duże, 11 ha zbiorniki wodne – kąpielisko rekreacyjne i staw dla wędkarzy. (zob. zbiorniki wodne w Radzanowie)

## Integralne części wsi
| SIMC    | Nazwa              | Rodzaj    |
| ------- | ------------------ | --------- |
| 0232578 | Karczmarka         | część wsi |
| 0232584 | Kąty               | część wsi |
| 0232590 | Osady Radzanowskie | część wsi |

## Zabytki

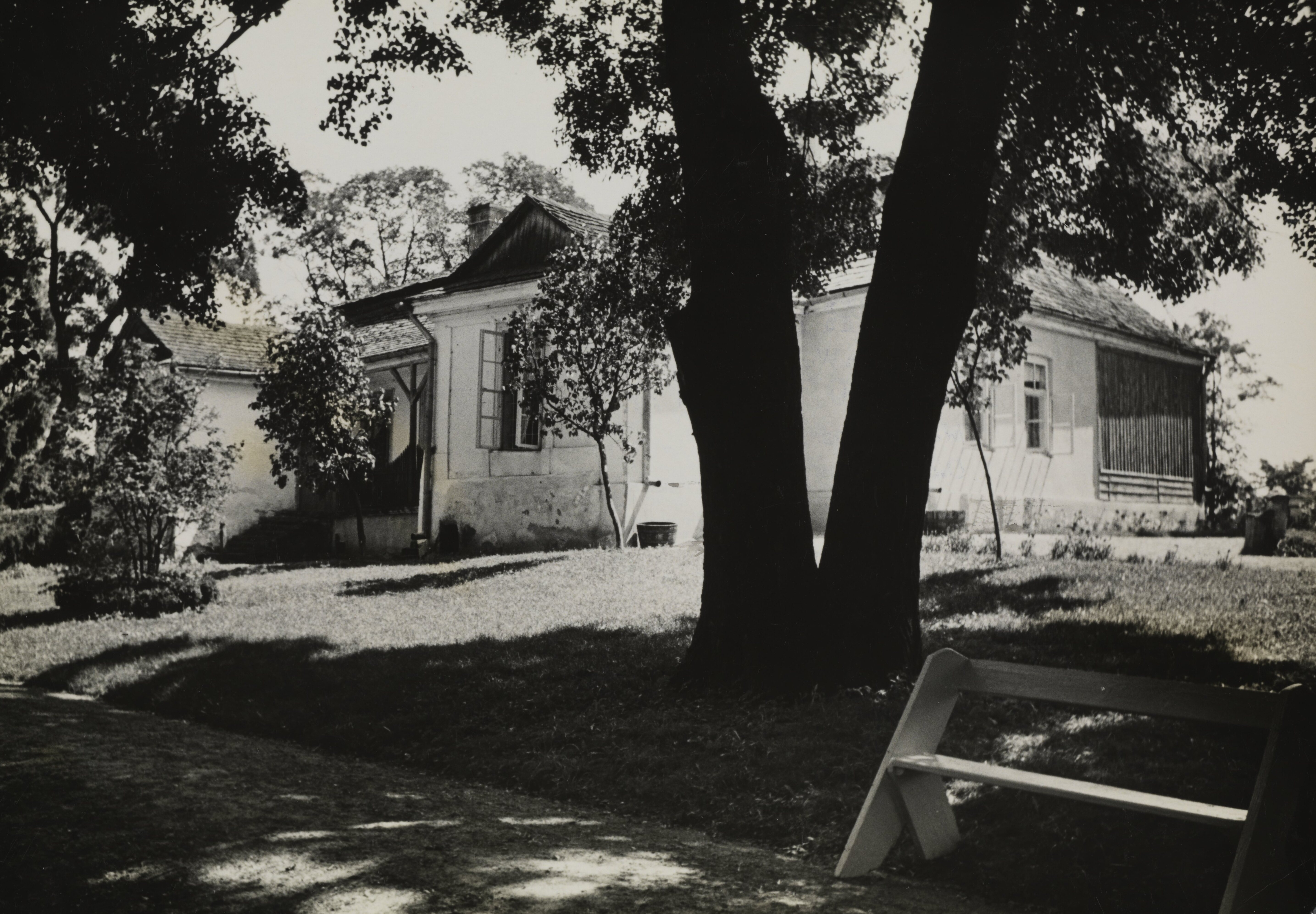
Dwór około 1936

- Dwór z końca XVIII w., pierwotnie drewniany, przebudowany w 1964 r., w otoczeniu parku krajobrazowego z alejami lipowymi[7]. Zespół dworski został wpisany do rejestru zabytków nieruchomych (nr rej.: A-34/1-2 z 7.06.1947, z 8.02.1958 i z 22.06.1967)[9].